# Saknad i strid 3
Saknad i strid 3 (engelsk originaltitel: Braddock: Missing in Action III) är en action/äventyrsfilm från 1988 med Chuck Norris i huvudrollen. Den är en uppföljare till Saknad i strid 2 (1985) och utspelar sig efter den och Saknad i strid (1984). Norris skrev själv manuset tillsammans med James Bruner. Filmen regisserades av Norris bror Aaron Norris.

## Handling
Vietnamveteranen överste (Colonel) James Braddock (Chuck Norris) trodde att hans hustru Lin Tan Cang (Miki Kim) dog under kriget, men får veta av missionären  Polanski (Yehuda Efroni) att Lin lever och har en 12-årig son, Van Tan Cang (Roland Harrah III), som är Braddocks. Braddock är skeptisk, men när CIA-chefen Littlejohn (Jack Rader) ber Braddock att glömma det Polanski har sagt förstår han att det måste vara sant.
Braddock tar sig till Vietnam och finner med Polanskis hjälp Lin och Van. När de försöker att fly landet tillfångatas de av general Quocs (Aki Aleong) soldater. Quoc mördar Lin och fängslar Braddock och Van för att tortera dem. Braddock och Van lyckas fly, men Quoc förutspår att de tänker ta sig till Polanski. Han tillfångatar alla missionsbarnen, liksom Van och Polanski. Braddock tar med sig en massa vapen till lägret och räddar samtliga i en lastbil. De tar sig till en flygplats och kapar ett plan. Planet beskjuts av vietnamesiska vakter och börjar läcka bränsle. Det kraschar i närheten av den thailändska gränsen. Braddock och de övriga tar sig till en amerikanskkontrollerad gränsstation med Quoc efter sig. Till slut lyckas Braddock och Van tillsammans skjuta ner den helikopter som Quoc befinner sig i. Quoc dör och amerikanska soldater hjälper Braddock och de övriga i säkerhet.

### Logiska fel
Enligt de två första Saknad i strid-filmerna blev Braddock tillfångatagen 1972, och satt sedan i fångläger i tio år. Den tredje filmen börjar dock med att Braddock och Lin kommer ifrån varandra under Saigons fall 1975.
Braddock, Van, Polanski och barnen jagas i filmen genom Vietnam till gränsen mot Thailand, men de två länderna har i verkligheten ingen gemensam gräns.

## Skådespelare
- Chuck Norris – Överste James Braddock
- Aki Aleong – General Quoc
- Roland Harrah III – Van Tan Cang
- Miki Kim – Lin Tan Cang
- Ron Barker – Mik

## Inspelning
Filmens vietnamesiska scener spelades in i Filippinerna.

### Olycka under inspelningen
Under inspelningen störtade en helikopter med åtta ur filmpersonalen och kraschade in i ett berg nära inspelningsplatsen i Filippinerna. Orsaken var motorkrångel. Fem av de åtta passagerarna omkom. Filmen tillägnas de fem: Jojo Imperial (pilot), Geoff Brewer (stuntman, skådespelare), Gadi Danzig (fotograf/kameraman), Michael Graham (produktionsassistent), och Don Marshall (gaffer).